# Hưng Trí
Hưng Trí là một phường thuộc thị xã Kỳ Anh, tỉnh Hà Tĩnh, Việt Nam.

## Địa lý
Phường Hưng Trí nằm ở phía tây thị xã Kỳ Anh, có vị trí địa lý:
- Phía đông giáp phường Kỳ Trinh và xã Kỳ Hà
- Phía tây giáp xã Kỳ Hoa và huyện Kỳ Anh
- Phía nam và phía bắc giáp huyện Kỳ Anh.

Phường Hưng Trí có diện tích 19,97 km², dân số năm 2024 là 32.889 người, mật độ dân số đạt 1.646 người/km².

## Lịch sử
Phần lớn địa bàn phường Hưng Trí ngày nay trước đây là xã Kỳ Hưng thuộc huyện Kỳ Anh.
Ngày 8 tháng 9 năm 1986, Hội đồng Bộ trưởng ban hành Quyết định số 105-HĐBT về việc thành lập thị trấn Kỳ Anh – thị trấn huyện lỵ của huyện Kỳ Anh trên cơ sở 3 ha diện tích tự nhiên với 119 người của xã Kỳ Tân; 15 ha diện tích tự nhiên với 210 người của xã Kỳ Trinh; 17 ha diện tích tự nhiên với 102 người của xã Kỳ Hoa; 83 ha diện tích tự nhiên với 1.528 người của xã Kỳ Châu và 249 ha diện tích tự nhiên với 2.236 người của xã Kỳ Hưng.
Sau khi thành lập, thị trấn Kỳ Anh có 367 ha diện tích tự nhiên và 6.915 người. Xã Kỳ Hưng còn lại 1.233 ha diện tích tự nhiên và 2.287 người.
Ngày 10 tháng 4 năm 2015, Ủy ban Thường vụ Quốc hội ban hành Nghị quyết số 903/NQ-UBTVQH13 về việc:
- Thành lập thị xã Kỳ Anh thuộc tỉnh Hà Tĩnh trên cơ sở một phần diện tích và dân số của huyện Kỳ Anh.
- Thành lập phường Sông Trí thuộc thị xã Kỳ Anh trên cơ sở toàn bộ 514,68 ha diện tích tự nhiên và 11.612 người của thị trấn Kỳ Anh.

Trước khi sáp nhập, phường Sông Trí có diện tích 5,18 km², dân số là 11.665 người, mật độ dân số đạt 2.252 người/km². Xã Kỳ Hưng có diện tích 14,78 km², dân số là 1.748 người, mật độ dân số đạt 118 người/km².
Ngày 21 tháng 11 năm 2019, Ủy ban Thường vụ Quốc hội ban hành Nghị quyết số 819/NQ-UBTVQH14 về việc sắp xếp các đơn vị hành chính cấp xã thuộc tỉnh Hà Tĩnh (nghị quyết có hiệu lực từ ngày 1 tháng 1 năm 2020). Theo đó, thành lập phường Hưng Trí thuộc thị xã Kỳ Anh trên cơ sở toàn bộ 14,78 km² diện tích tự nhiên, 1.748 người của xã Kỳ Hưng và toàn bộ 5,18 km² diện tích tự nhiên, 11.665 người của phường Sông Trí.
Phường Hưng Trí có 19,96 km² diện tích tự nhiên và quy mô dân số 13.413 người.
Ngày 8 tháng 12 năm 2020, HĐND tỉnh Hà Tĩnh ban hành Nghị quyết số 266/NQ-HĐND về việc:
- Sáp nhập tổ dân phố Tân Tiến vào tổ dân phố Tân Hà.
- Sáp nhập tổ dân phố Hưng Phú vào tổ dân phố Trần Phú.